# Graye-sur-Mer
Graye-sur-Mer är en kommun i departementet Calvados i regionen Normandie i norra Frankrike. Kommunen ligger i kantonen Ryes som ligger i arrondissementet Bayeux. År 2022 hade Graye-sur-Mer 767 invånare.

## Befolkningsutveckling
Antalet invånare i kommunen Graye-sur-Mer
Referens: INSEE